# Vše je jedním
Vše je jedním je název čtvrtého alba pražské písničkářky Radůzy. Nahráno bylo během dvou živých koncertů v pražském divadle Archa a vyšlo 22. ledna 2007. Tvoří jej celkem 24 skladeb. Jedná se o první vydaný koncertní záznam této písničkářky (nepočítáme-li demokazetu Blues? z roku 1994). Na rozdíl od předchozích alb se autorka poprvé doprovází při několika písních kromě harmoniky a kytary i na piano.
V roce 2019 album vyšlo v reedici na 2LP.

## Seznam skladeb
1. Vše je jedním (4:05)
2. Cestou do Jenkovic (2:24)
3. Bylo nebylo (2:15)
4. Tuti, boty, ré (1:53)
5. Zahrály housličky (1:41)
6. Á Therese (0:48)
7. Jak vrabec na římse (2:44)
8. Celé noci (4:57)
9. Ať není mi líto (4:08)
10. Na sever (Forde) (2:01)
11. Bremen (4:22)
12. Dža khere (Běž domů) (1:27)
13. Půjdu, kam chci (2:57)
14. Dědek s cibulí (2:33)
15. Zas oči moje (3:33)
16. Parus (Plachta) (1:43)
17. Větře můj (4:26)
18. Blondýnka (1:36)
19. Gocmen kizi (2:12)
20. Nahoru dolu (2:32)
21. Jednou to pomine (4:20)
22. Čutora (3:37)
23. Kózka (1:02)
24. Za obzor (4:34)